# Мијо Удовчић
Мијо Удовчић (рођен је 11. септембра 1920. у Старој Јошави, Хрватска) је био југословенски и хрватски шаховски велемајстор. Радио је као судија у Загребу. Први пут учествује у Задру 1950. на шампионату Југославије у шаху, а 1962. постаје велемајстор. Удовчић побеђује са Ивковом на шампионату Југославије у Зеници 1963. Умире 8. септембра 1984.

## Шаховске олимпијаде
Члан је репрезентације Југославије на две шаховске олимпијаде где је успешно бранио боје земље.

### Укупни учинак кроз статистику
| Године    | Σ поена | Σ партија |  | +  | = | - |  | %    | Освојене медаље на првенству тимске \| појединачне |
| 1961-1965 | 13      | 19        |  | 11 | 4 | 4 |  | 68.4 | 0 - 2 - 0 \| 0 - 0 - 0                             |

### Статистика по годинама
| Година | Табла | Σ поена | Σ партија |  | + | = | - |  | %    | тимско место | појединачно |
| 1965.  | 8     | 6       | 9         |  | 6 | 0 | 3 |  | 66,7 | 2.           |             |
| 1961.  | 6     | 7       | 10        |  | 5 | 4 | 1 |  | 70.0 | 2.           |             |

## Учешће на европским тимским шампионатима
| Место      | Земља   | Табла | Скор | Тимски резултат |
| Оберхаузен | Немачка | 6.    | 7/10 | II              |

| Место   | Земља   | Табла | Скор | Тимски резултат |
| Хамбург | Немачка | 8.    | 6/9  | II              |

## Успеси на турнирима
- 1960. одржано је веома јако првенство Хрватске (изостао је само Фудерер). Победио је Мијо Удовчић (+6, =4 и пораз од Милићевића) а пола поена више од непораженог Браслава Рабара. Овом победом је стекао право учешћа на државном првенству Југославије заједно са Рабаром, Дамјановићем и Бертоком.[1]
- У организацији Министарства за туризам исте године је одржан турнир на коме су учествовале земље Средоземља. Побеђује ФНРЈ са 13 ½ поена испред Туниса 9, Француске и Италије 8 и Монака 1 ½ поена. На првој табли за Југославију је играо Мијо Удовчић.[2]
- У Тунису, 1962. је одржан конгрес ФИДЕ на којим је проглашен Мијо Удовчић за велемајстора и тако постаје први Хрват који је добио ту титулу.
- У Београду је у септембру 1962. одигран меч између југословенских и мађарских шахиста и шахисткиња. Домаћи шахисти су победили са 11:9 а шахисткиње са 6:2. На седмој табли је играо Удовчић са Клугером и играо 1:1.[3]

### КЛУГЕР - УДОВЧИЋ, Београд, 1962.
1.d4 Sf6 2.c4 d6 3.Sc3 e5 4.d5 Le7 5.e4 0-0 6.g3 c6 7.Lg2 Sbd7 8.Sge2 a5 9.0-0 Sc5 10.Le3 cd5 11.cd5 b6 12.h3 La6 13.f4 Tc8 14.a3 Lc4 15.b4 Scd7 16.Dd2 ab4 17.ab4 Ta8 18.Ta8: Da8: 19.f5 Da3 20.Tb1 Tc8 21.g4 h6 22.Db2 Db2: 23.Tb2: Ta8 24.Sg3 Ta3 25.Ld2 b5 26.Kf2 Sb6 27.Sb1 Ta1 28.Lc3 Sa4 и бели предаје (0:1).